# Identificador persistente
Un identificador persistente (PI o PID, por sus siglas en inglés) es una referencia imperecedera a un documento, archivo, página web u otro objeto.
El término "identificador persistente" generalmente se usa en el contexto de objetos digitales a los que se puede acceder a través de Internet. Por lo general, dicho identificador no sólo es persistente sino procesable, es decir, tiene la capacidad de proveer información a un navegador web para conducir a la fuente identificada.
El problema de la identificación persistente es anterior a Internet. A lo largo de los siglos, los escritores y académicos desarrollaron estándares para citar documentos en papel para que los lectores pudieran encontrar de manera confiable y eficiente una fuente que un escritor mencionó en una nota al pie o en una bibliografía. Con la aparición de Internet en la década de 1990, el tema de los estándares de citas también se volvió importante en el mundo en línea. Los estudios han demostrado que a los pocos años de ser citadas, un porcentaje significativo de direcciones web desaparecen, un proceso que a menudo se denomina enlace roto. El uso de un identificador persistente ayudar a evitar que esto suceda.
Un aspecto importante de los identificadores persistentes es que "la persistencia es puramente una cuestión de servicio". Eso significa que los identificadores persistentes sólo son persistentes en la medida en que alguien se compromete a resolverlos para los usuarios. Ningún identificador puede ser inherentemente persistente, sin embargo, muchos identificadores persistentes se crean dentro de los sistemas administrados institucionalmente con el objetivo de maximizar la longevidad.
Sin embargo, algunas URL regulares (es decir, direcciones web), mantenidas por el propietario del sitio web, están destinadas a ser duraderas; estas usualmente se llaman enlaces permanentes.

## Ejemplos
Organizaciones:
- Identificación abierta de investigador y colaborador (ORCID)
- Registro de Organizaciones de Investigación (ROR)

Publicaciones:
- Archivo de autoridad internacional virtual (VIAF)
- Identificador de nombre estándar internacional (ISNI)
- Número internacional normalizado de libros (ISBN)

Identificadores uniformes de recursos :
- Archival Resource Key (ARK), con 8.200 millones de ARK emitidos.
- Identificador de objetos digitales (DOI), con 200 millones de DOI emitidos.
- Magnet link[4] (descentralizado, con BitTorrent )
- Nombres de recursos uniformes (URN)
- Identificadores de recursos extensibles (XRI)
- Localizadores Uniformes de Recursos Persistentes (PURL)
- Identificadores de herencia de software[5] (SWHID)

Servicios como Internet Archive, archive.today, perma.cc y WebCite proporcionan una funcionalidad combinada de identificación persistente y archivado, de modo que cualquiera puede archivar una página web para evitar que el enlace se rompa en una URL en el futuro.